# Wapen van Baja California Sur
Het wapen van Baja California Sur toont een schelp op een geel-rode achtergrond binnen een blauwe rand waarin vier vissen staan afgebeeld.
De oorsprong van het wapenschild van de Mexicaanse staat Baja California Sur  ligt in het schild dat de Nieuw-Spaanse onderkoning Antonio de Mendoza in de 16e eeuw voor Californië ontwierp. Het huidige wapen werd ontworpen door Margarita Bandini.
Het wapen staat centraal in de vlag van Baja California Sur.